# تبلیغات درنده
بازاریابی درنده یا تبلیغات درنده (به انگلیسی: Predatory Advertising) را می‌توان عملِ دستکاری روانی و تحریک اشخاص یا جمعیت آسیب‌پذیر به انجام تراکنش‌های نامطلوب از طریق روش‌های شناخته‌نشدهٔ بهره‌جویی از آسیب‌پذیری‌ها فهمید. تشخیص آسیب‌پذیری‌های اشخاص/جمعیت‌ها می‌تواند دشوار باشد، مخصوصاً که ممکن است وابسته به زمینهٔ آن باشند و در همهٔ شرایط صدق نکنند.

## سرچشمه
1. ↑  Garrett, Dennis E.; Toumanoff, Peter G. (2010). "Are Consumers Disadvantaged or Vulnerable? An Examination of Consumer Complaints to the Better Business Bureau". Journal of Consumer Affairs (به انگلیسی). 44 (1): 3–23. doi:10.1111/j.1745-6606.2010.01155.x. ISSN 1745-6606.